# Петренко, Алексей Васильевич
Алексе́й Васи́льевич Петре́нко (26 марта 1938, с. Чемер, Черниговская область, УССР, СССР — 22 февраля 2017, Москва, Россия) — советский и российский актёр театра и кино. Народный артист РСФСР (1988), Народный артист Украины (1999). Лауреат Государственной премии Российской Федерации (2000).

## Биография

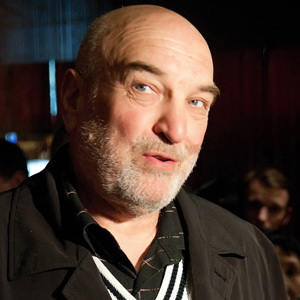
Алексей Петренко на премьере фильма «Утомлённые солнцем 2: Цитадель», 3 мая 2011 года

Родился 26 марта 1938 года в селе Чемер Козелецкого района Черниговской области УССР, в крестьянской семье. По национальности украинец. В молодости увлекался спортом, занимался борьбой и боксом. Освоил много рабочих специальностей — был слесарем, матросом, пастухом. В театральный институт поступил с третьей попытки. Два раза неудачно поступал в театральный ВУЗ в Киеве. В третий раз поехал поступать в Харькове.  До этого, возвращаясь с неудачей из Киева, чтобы не жить за счёт родителей, работал кузнецом.
В 1961 году окончил Харьковский институт искусств (курс народного артиста СССР Ивана Марьяненко).
С 1961 года, по распределению, — актёр Запорожского музыкально-драматического театра имени Щорса, в 1963—1964 — Донецкого областного русского драматического театра (город Мариуполь).
C 1964 — в Ленинградском театре имени Ленсовета, куда был приглашён Игорем Владимировым. Изначально играл роли острохарактерного плана (Бьонделло в «Укрощении строптивой»). Однако со временем он раскрылся как актёр широкого амплуа (граф Воронцов из «Пушкина в Одессе», Свидригайлов в «Преступлении и наказании», Матиас-Монета в «Трёхгрошовой опере») и других постановках.
C 1977 — актёр Московского драматического театра на Малой Бронной, с 1978 — МХАТа, в 1982—1986 работал с Анатолием Васильевым (спектакль «Серсо»). В 1985 году принял участие в телепередаче «Вокруг смеха» с миниатюрой «Сухой, как лист». В 1991—1992 — в театре «Школа современной пьесы».
С 1991 года — актёр Киностудии имени М. Горького.
Также занимался музыкальным творчеством. Исполнял народные песни, романсы, духовную музыку, классику. С Большим симфоническим оркестром под управлением Владимира Федосеева участвовал в исполнении вокального-симфонического цикла Гаврилина «Солдатские письма» (1995) и оратории Прокофьева «Иван Грозный» (1997). Участвовал в совместных гастролях по Швейцарии, Австрии, Германии.
С 26 июля 2010 года — член Патриаршего совета по культуре (Русская православная церковь). Был членом правления «Славянского творческого союза „Золотой Витязь“».
Скончался 22 февраля 2017 года в Москве на 79-м году жизни. Причиной смерти стал оторвавшийся тромб. Церемония прощания состоялась в Московском Доме кино 27 февраля 2017 года. Похоронен на Никольском кладбище (микрорайон Салтыковка, г. Балашиха), рядом с могилой своих родителей и второй жены Галины.

### Семья
Трижды состоял в браке.
Первая жена (1960—1979 гг.) — Алла Сандлер (1935-2025), певица. Окончила Харьковскую консерваторию.
- Дочь — Полина Алексеевна (род. 1962), вдова актёра Алексея Полуяна, проживает в Германии.
  - Внучка — Анастасия (род. 1992)[14] проживает в Германии.

Вторая жена — Галина Кожухова-Петренко (1933—2009), журналист, в прошлом театральный обозреватель «Правды».
- Пасынок — Михаил Кожухов, журналист и телеведущий.

Третья жена (с 2010 г.) — Азима Абдумаминова (род. 1971), журналистка, режиссёр документального кино.
- Падчерица — Мелания.

- Падчерица — Зарифа.

- Пасынок — Юсупджан, тренер по тхэквондо[16].

## Признание и награды

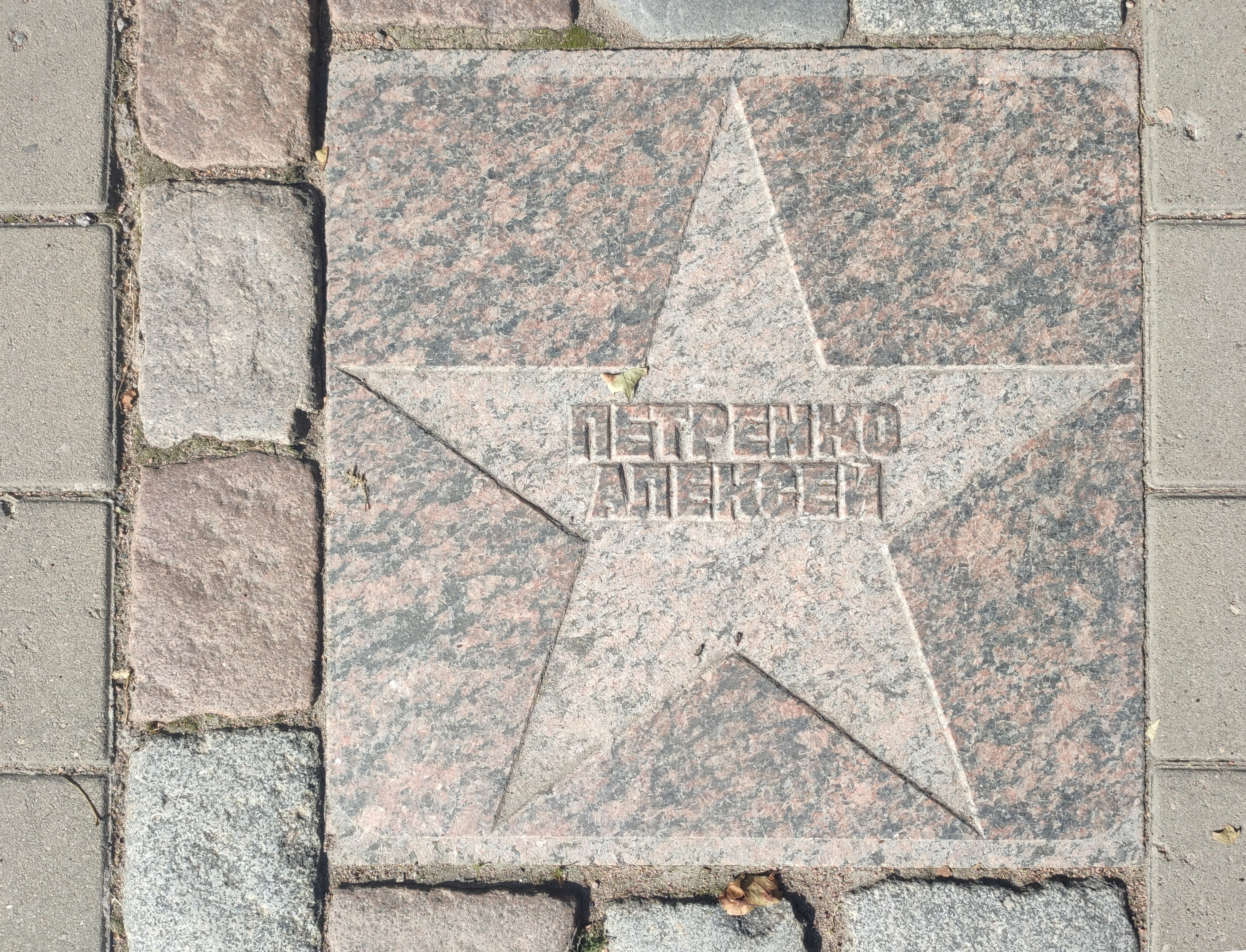
Звезда Алексея Петренко на Аллее актёрской славы в Выборге

- 1977 — Лауреат Премии Всесоюзного кинофестиваля за лучшее исполнение мужской роли («Ключ без права передачи», реж. Д. Асанова)
- 1984 — Заслуженный артист РСФСР (21 ноября 1984 года) — за заслуги в области советского киноискусства[17]
- 1988 — Народный артист РСФСР (16 июня 1988 года) — за заслуги в развитии советского киноискусства[18]
- 1994 — Приз за лучшую мужскую роль («Кооператив «Политбюро», или Будет долгим прощание», реж. М. Пташук) на МКФ славянских и православных народов «Золотой Витязь»
- 1998 — Орден «За заслуги перед Отечеством» IV степени (28 марта 1998 года) — за большой личный вклад в развитие отечественного искусства[19]
- 1999 — Народный артист Украины (8 сентября 1999 года) — за весомый личный вклад в развитие театрального и киноискусства, высокое исполнительское мастерство[20]
- 1999 — Приз за лучшую мужскую роль («Сибирский цирюльник») на кинофестивале «Виват кино России!» в Санкт-Петербурге
- 2000 — Государственная премия Российской Федерации 1999 года в области киноискусства (9 июня 2000 года) — за художественный фильм «Сибирский цирюльник»[21]
- 2000 — Приз за лучшую мужскую роль («Послушай, не идёт ли дождь…», реж. А. Кордон) на кинофестивале «Окно в Европу» в Выборге
- 2001 — Лауреат приза «Признание» на кинофестивале «Виват, кино России!»[22]
- 2002 — Премия Союзного государства в области литературы и искусства — за произведения литературы и искусства, вносящие большой вклад в укрепление отношений братства, дружбы и всестороннего сотрудничества между государствами — участниками Союзного государства[23]
- 2003 — Лауреат приза «Немеркнущая зрительская любовь» на кинофестивале «Виват, кино России!»[22][24][25]
- 2007 — Премия «Золотой орёл» за лучшую мужскую роль в кино (совместно с Н. Михалковым, С. Маковецким, С. Гармашом, В. Гафтом, Ю. Стояновым, С. Газаровым, М. Ефремовым, А. Горбуновым, С. Арцибашевым, В. Вержбицким, Р. Мадяновым — фильм «12»)
- 2008 — Специальный приз оргкомитета Международного кинофестиваля им. Андрея Тарковского «Зеркало» — «За выдающийся вклад в мировое киноискусство»
- 2008 — Почётный приз «За вклад в киноискусство» национальной кинопремии «Золотой орёл»
- 2009 — Приз «За творческий вклад в российский кинематограф» на КФ «Виват, кино России!»[26]
- 2013 — Международная премия Станиславского в номинации «За вклад в развитие русского театрального искусства»[27]
- 2014 — Орден Почёта (25 октября 2014 года) — за заслуги в развитии отечественной культуры и искусства, телерадиовещания и многолетнюю плодотворную деятельность[28]
- 2017 —  Российская национальная актёрская премия имени Андрея Миронова «Фигаро», номинация «Артист милостью Божией». Премия вручена 8 марта 2017 года посмертно, передана жене Азиме Абдумаминовой и дочери Мелании Алексеевне Петренко.

## Творчество

### Роли в театре
- 1961 — Гайдай — «Гибель эскадры», по пьесе А. Корнейчука — Харьковский театральный институт, дипломный спектакль

#### Театр имени Ленсовета
- 1964 — Слуга — «Ромео и Джульетта», по пьесе У. Шекспира, реж. Игорь Владимиров
- 1964 — Солдат Жан — «Солдат и змея», по сказке Т. Габбе
- 1966 — Матиас-Монета — «Трёхгрошовая опера», по пьесе Б. Брехта
- 1970 — Бьонделло — «Укрощение строптивой», по пьесе У. Шекспира
- 1970 — «Хождение по мукам», по роману А. Н. Толстого
- 1971 — Свидригайлов — «Преступление и наказание», по роману Ф. М. Достоевского
- 1971 — Граф Воронцов — «Пушкин в Одессе», по пьесе Юрия Дынова, реж. И. Хейфец
- 1971 — «Человек со стороны», по пьесе И. Дворецкого
- 1973 — Никулин — «Ковалёва из провинции», по пьесе И. Дворецкого
- 1974 — Атаман Платов — «Левша», пьеса Б. Рацера и В. Константинова по сказу Н. Лескова
- 1975 — Фаюнин — «Нашествие», по пьесе Л. Леонова

#### Театр на Малой Бронной
- 1977 — Большинцов — «Месяц в деревне», по пьесе И. С. Тургенева, реж. А. Эфрос
- 1978 — Подколёсин (ввод) — «Женитьба», по пьесе Н. В. Гоголя, реж. А. Эфрос
- 1978 — «Веранда в лесу», по пьесе И. Дворецкого, реж. А. Эфрос
- 1978 — Отставной солдат Конь — «Враги», по пьесе М. Горького, реж. А. Дунаев

#### МХАТ
- 1979 — Официант — «Утиная охота», по пьесе А. Вампилова, реж. О. Ефремов
- 1981 — Возчик Геншель — «Возчик Геншель», по пьесе Г. Гауптмана, реж. Владимир Салюк
- 1982 — Джако — «Обвал», по роману М. Джавахишвили, реж. Темур Чхеидзе

#### Другие театры
- 1985 — Кока, Николай Крекшин — «Серсо», по пьесе В. Славкина, реж. А. Васильев / Театр на Таганке, Малая сцена
- 1988 — Сатин — «На дне», по пьесе М. Горького / Русский драматический театр, Нальчик[29]
- 1990 — Сатин — «На дне», по пьесе М. Горького / Московский «Театр-21»[29]
- 1992 — Степан Степанович Чубуков — «А чой-то ты во фраке?», мюзикл Д. Сухарева и С. Никитина по «Предложению» А. П. Чехова, реж. И. Райхельгауз / Театр «Школа современной пьесы»
- 1997 — Григорий Васильевич — «Дон Педро», по пьесе С. Носова
- 2003 — Фирс — «Вишнёвый сад», по пьесе А. П. Чехова, реж. Э. Някрошюс / Фонд Станиславского (Москва) & «Мено Фортас» (Вильнюс)[30][31]

#### Концертные программы
- 1994[29] — Вокал — «Кланяюсь вам, пороги…» : арии из опер, романсы, русские и украинские народные песни, музыкальные пародии…
- 1995 — «Военные письма», вокально-симфоническая поэма для солистов, детского и смешанного хоров, и симфонического оркестра В. Гаврилина. Слова А. Шульгиной. Дирижёр В. Федосеев[32].
- 1995[29] — Вокал — «Мне снились только звуки»: старинные русские романсы и песни.
- 1997 — Чтец, партии двух вокалистов — «Иван Грозный», оратория на музыку С. Прокофьева[33].

### Фильмография
| Год       |     | Название                                                                              | Роль                                                     |
| --------- | --- | ------------------------------------------------------------------------------------- | -------------------------------------------------------- |
| 1967      | ф   | День солнца и дождя                                                                   | официант-фарцовщик                                       |
| 1969      | ф   | Берег юности                                                                          | эпизод                                                   |
| 1970      | ф   | Король Лир                                                                            | Освальд                                                  |
| 1974      | ф   | Агония                                                                                | Григорий Распутин                                        |
| 1976      | тф  | Волны Чёрного моря (фильм 3 «Катакомбы»)                                              | Гаврила Семёнович Чёрноиваненко                          |
| 1976      | кор | Житейское дело                                                                        | демобилизованный солдат                                  |
| 1976      | ф   | Двадцать дней без войны                                                               | Юрий Строганов, лётчик-капитан                           |
| 1976      | ф   | Сказ про то, как царь Пётр арапа женил                                                | Пётр I                                                   |
| 1976      | ф   | Ключ без права передачи                                                               | Кирилл Алексеевич, директор школы                        |
| 1977      | ф   | Беда                                                                                  | Слава Кулигин                                            |
| 1977      | ф   | Женитьба                                                                              | Иван Кузьмич Подколёсин                                  |
| 1977      | ф   | Портрет с дождём                                                                      | Игорь Петрович                                           |
| 1977      | ф   | Юлия Вревская                                                                         | Степан Князев                                            |
| 1979      | ф   | Поезд чрезвычайного назначения                                                        | Григорий Иванович Петровский                             |
| 1981      | ф   | Прощание                                                                              | Воронцов, председатель совета по строительству ГЭС       |
| 1982      | ф   | Грачи                                                                                 | Игорь Анатольевич Ставрасов, судья областного суда       |
| 1983      | мтф | Клятвенная запись                                                                     | генерал Тотлебен                                         |
| 1984      | с   | ТАСС уполномочен заявить…                                                             | Пол Дик                                                  |
| 1984      | тф  | Невероятное пари, или Истинное происшествие, благополучно завершившееся сто лет назад | банкир                                                   |
| 1984      | ф   | Лев Толстой                                                                           | Чертков                                                  |
| 1984      | ф   | Жестокий романс                                                                       | Мокий Пармёныч Кнуров, крупный предприниматель           |
| 1985      | кор | В. Давыдов и Голиаф                                                                   | Голиаф                                                   |
| 1985      | ф   | Господин гимназист                                                                    | Кирилл Андреевич Потанин                                 |
| 1985      | ф   | День гнева                                                                            | Меллер                                                   |
| 1986      | кор | Эксперимент 200                                                                       | Батель                                                   |
| 1986      | ф   | Только ты, сердце / Samo ti, sartze                                                   | Лука Блаженный                                           |
| 1987      | ф   | Без солнца                                                                            | Сатин                                                    |
| 1987      | тф  | Клуб женщин                                                                           | Алексей Егорович Силин, художник                         |
| 1988      | ф   | Наш бронепоезд                                                                        | Василий Васильевич Пухов                                 |
| 1988      | ф   | Слуга                                                                                 | Роман Романович Брызгин                                  |
| 1988      | ф   | Узник замка Иф                                                                        | аббат Фариа                                              |
| 1989      | ф   | Пиры Валтасара, или Ночь со Сталиным                                                  | Сталин                                                   |
| 1989      | ф   | Искусство жить в Одессе                                                               | Фроим Грач                                               |
| 1989      | ф   | Руфь                                                                                  | учитель                                                  |
| 1990      | ф   | Каминский, московский сыщик / Le flic de Moscou                                       | Бергов                                                   |
| 1990      | кор | Плохая квартира                                                                       | жилец                                                    |
| 1990      | ф   | Сфинкс                                                                                | Поздняев                                                 |
| 1991      | ф   | Игра на миллионы                                                                      | Аркадий Саныч, глава банды                               |
| 1992      | кор | Ангел жатвы                                                                           | мыслитель                                                |
| 1992      | кор | Урок                                                                                  | учитель                                                  |
| 1992      | док | Беседы с Виктором Астафьевым (фильмы 1—3)                                             | ведущий                                                  |
| 1992      | ф   | Присутствие                                                                           | Пётр Николаевич Яковлев                                  |
| 1992      | ф   | Кооператив «Политбюро», или Будет долгим прощание                                     | Борис Сергеевич, двойник Сталина                         |
| 1992      | мтф | Мушкетёры двадцать лет спустя                                                         | король Англии Карл I                                     |
| 1993      | тф  | Свечи в темноте / Candles in the Dark                                                 | советский руководитель                                   |
| 1993      | ф   | Налётъ                                                                                | дядя, главарь банды                                      |
| 1993      | ф   | Сенсация                                                                              | Юрий Савушкин                                            |
| 1993      | ф   | Стреляющие ангелы                                                                     | мэр                                                      |
| 1994      | док | Не идёт                                                                               | Николай Крекшин                                          |
| 1994      | ф   | Империя пиратов                                                                       | капитан ла Буш                                           |
| 1996      | ф   | Агапэ                                                                                 | Пикасин, художник                                        |
| 1998      | ф   | Сибирский цирюльник                                                                   | Николай Карлович Радлов, генерал                         |
| 1999      | ф   | Послушай, не идёт ли дождь…                                                           | Юрий Казаков                                             |
| 1999      | ф   | Характеры для мужчин                                                                  | Крохобор                                                 |
| 2000      | ф   | Фортуна                                                                               | Василий Петрович, механик                                |
| 2000      | ф   | В августе 44-го…                                                                      | генерал-лейтенант Егоров                                 |
| 2000      | с   | Воспоминания о Шерлоке Холмсе                                                         | Артур Конан Дойл                                         |
| 2000      | ф   | Чёрная Рада                                                                           | Богдан Хмельницкий                                       |
| 2001      | ф   | Коллекционер                                                                          | коллекционер                                             |
| 2001      | ф   | Династия полковника «N»                                                               | дед                                                      |
| 2002      | ф   | Казус Белли                                                                           | генерал                                                  |
| 2003      | с   | Идиот                                                                                 | генерал Иволгин                                          |
| 2004      | мтф | Легенда о Кащее, или В поисках тридесятого царства                                    | Кащей                                                    |
| 2004      | мтф | Смерть Таирова                                                                        | Сталин                                                   |
| 2004      | с   | Шахматист                                                                             | Леонид Львович Ковальчик, психиатр                       |
| 2004      | док | Земное и Небесное (серия 1 «Крещение Руси», серия 4 «Братство»)                       | ведущий                                                  |
| 2005      | ф   | Не хлебом единым                                                                      | Бусько                                                   |
| 2005      | кор | Фитиль № 34 (тележурнал, сюжет «Злоумышленник»)                                       | Осип Фомич Григоренко, арестованный                      |
| 2005      | мф  | Басни для зайцев                                                                      | рассказчик (камео)                                       |
| 2005—2007 | с   | Гражданин начальник                                                                   | Малкин                                                   |
| 2006      | с   | Доктор Живаго                                                                         | Фаддей Казимирович                                       |
| 2006      | тф  | Семейный ужин                                                                         | Тихон Семёныч                                            |
| 2007      | ф   | 12                                                                                    | 5-й присяжный, ветеран труда, бывший работник Метростроя |
| 2007      | ф   | Ветка сирени                                                                          | Николай Сергеевич Зверев                                 |
| 2007      | мтф | Дом на набережной                                                                     | академик Ганчук                                          |
| 2007      | ф   | Бегущая по волнам                                                                     | капитан Дюк                                              |
| 2007      | с   | Полонез Кречинского                                                                   | Муромский                                                |
| 2008      | док | Вторая мировая война: За закрытыми дверьми / World War Two: Behind Closed Doors       | Сталин                                                   |
| 2008      | ф   | Иллюзия страха                                                                        | Петровский / Проситель                                   |
| 2008      | мтф | Не отрекаются любя…                                                                   | генерал                                                  |
| 2008      | ф   | Тайны дворцовых переворотов. Россия, век XVIII-ый (фильм 7 «Виват, Анна!»)            | Дмитрий Голицын                                          |
| 2008      | ф   | Время земляники                                                                       | большой наблюдатель                                      |
| 2009      | с   | Вольф Мессинг: видевший сквозь время                                                  | Сталин                                                   |
| 2009      | тф  | Навстречу шторму / Into the Storm                                                     | Сталин                                                   |
| 2009      | ф   | Похороните меня за плинтусом                                                          | Семён Михайлович, дедушка Саши Савельева                 |
| 2010      | ф   | Утомлённые солнцем 2: Предстояние                                                     | пожилой лейтенант-бухгалтер                              |
| 2011      | ф   | Ёлки 2                                                                                | Григорий Земляникин                                      |
| 2012      | с   | Петрович                                                                              | Трофим Петрович Стрельцов                                |
| 2014      | ф   | Виктор                                                                                | Ветров                                                   |
| 2014      | с   | Уходящая натура                                                                       | Василий Львович Раззамазов, советский писатель           |
| 2016      | ф   | Ёлки 5                                                                                | Григорий Земляникин                                      |
| 2016      | док | Влюблённые учителя                                                                    | ведущий                                                  |
| 2019      | док | Чудотворная Икона Табынской Божьей Матери. Таинственное исчезновение                  | ведущий                                                  |

#### Телеспектакли
1. 1968 — Ать-два… и в дамки! — Бертулинус
2. 1971 — Жаворонок — отец Жанны д'Арк
3. 1971 — Жизнь ненужного человека — Мельников, осведомитель
4. 1975 — Ковалёва из провинции — Матвей Никулин
5. 1978 — Острова в океане — Бобби, друг Хадсона
6. 1980 — Этот фантастический мир. Вып. 4 («Свидетельствую») — третий свидетель, профессор
7. 1983 — Человек из страны Грин — Стомадор
8. 1985 — Серсо — Кока
9. 1988 — И свет во тьме светит — Николай Иванович Сарынцев
10. 1993 — А чой-то ты во фраке? — Чубуков

#### Озвучивание мультфильмов
1. 1986 — Слон и Пеночка — Слон
2. 2008 — Путеводительница — Симеон Прозоровский
3. 2018 — Гофманиада — Песочный Человек / Коппелиус

#### Озвучивание фильмов
1. 1995 — Русская идея (документальный) — голос за кадром
2. 2009 — Последнее воскресение — Лев Николаевич Толстой (роль Кристофера Пламмера)
3. 2010 — Виктор Астафьев. Весёлый солдат (документальный) — голос за кадром